# Оксиликвит
Оксиликви́т — бризантное взрывчатое вещество, получаемое пропиткой жидким кислородом горючих пористых материалов (уголь, торф, мох, солома, древесина).  Оксиликвит относят к взрывчатым веществам Шпренгеля. Взрывчатые свойства такой смеси были открыты в Германии в 1897 году профессором Карлом фон Линде, создателем установки по сжижению газов. 
К оксиликвитам могут быть отнесены и взрывчатые вещества на основе жидкого озона или его смеси с жидким кислородом, хотя практического применения такие смеси не имеют в связи с дороговизной и неустойчивостью озона, однако при необходимости создания сверхмощных ВВ существует возможность применения такого варианта.
Сразу после пропитки оксиликвит является взрывчатым веществом повышенной мощности, однако испарение жидкого кислорода приводит к постоянному снижению его взрывчатых свойств вплоть до полного их исчезновения. Этот свойство оксиликвита может считаться его недостатком — оксиликвит необходимо приготавливать непосредственно на месте взрывных работ, а после приготовления взрыв должен быть произведён в кратчайший срок. Однако в то же время это может являться и достоинством оксиликвита: поскольку наполнитель сам по себе является инертным, отпадает необходимость в извлечении невзорванного оксиликвита из скважин и камер, а его перевозка не связана с опасностью взрыва.
Жизнеспособностью оксиликвита называют время, в течение которого сохраняются его расчётные взрывные характеристики; оно зависит от вида и размера используемого наполнителя, его теплотворной и поглощающей способности, плотности, влажности и содержания кислорода и может составлять от нескольких минут до нескольких часов. На протяжении этого времени оксиликвиты опасны в обращении, высокочувствительны к лучу огня, чувствительны к трению. В полузамкнутом объёме их горение может переходить во взрыв — имели место случаи самовоспламенения и взрыва патронов оксиликвита при их проталкивании в скважины. B целях снижения горючести в состав оксиликвита могут вводиться антипирены.
Максимальная теплота взрыва составляет 6688-9614 кДж / кг (1600-2300 ккал / кг) при плотности 0,9-1,2 г / см³; при той же плотности скорость детонации колеблется от 2000 до 5000 м / с.

## Применение
Оксиликвиты использовались при взрывных работах, главным образом в горном деле. Впервые они были применены при проходке Симплонского тоннеля в Швейцарии в 1899 году; в CCCP широко использовались, в частности, в 1927—1932 годах на строительстве ДнепроГЭС, а также в 1942—1956 годах при открытой разработке Норильским горно-обогатительным комбинатом. Из широкого употребления они вышли в начале 1960-х годов.
В Великую Отечественную войну при обороне Москвы оксиликвитом снаряжались авиабомбы — смесь сфагнума и древесного угля, набитая в железобетонный корпус бомбы, непосредственно перед вылетом заливалась жидким кислородом и сохраняла взрывчатые свойства в течение 3-4 часов.
Обычно пропиткa на месте производится также из жидкого кислорода местного производства, потому что жидкий кислород достаточно безопасен для транспортировки.
Поэтому он использовался только в горнодобывающей промышленности, где можно было удовлетворить большой и постоянный спрос. Тем не менее, за исключением исключительных обстоятельств (например, дефицита военного времени), использование аммиачной селитры всегда было дешевле в последние десятилетия, так что этот метод фактически больше не используется сегодня.

## В культуре
- В научно-фантастическом романе «Астронавты» Станислав Лем описывает применение изготовленного из подручных материалов оксиликвита для освобождения из заваленной пещеры[5].
- В художественном фильме режиссёра Ридли Скотта "Марсианин" член команды космического корабля "Гермес" Алекс Фогель (Аксель Хенни) использует Оксиликвит для подрыва шлюза корабля.